# Etanotiol
Etanotiol, más conocido como etilmercaptano, es un gas incoloro o un líquido claro con un olor distintivo.  Es un compuesto organosulfurado con la fórmula CH3CH2SH. De manera abreviada se conoce como EtSH; consiste de un grupo etilo (Et), CH3CH2—, unido a un grupo tiol, —SH. Su estructura paralela es como la de un etanol, pero con una S en lugar de una O. El olor del etanotiol es muy desagradable y es más volátil que el etanol debido a una disminución de la capacidad de realizar enlaces de hidrógeno, además es tóxico. Se produce naturalmente como un componente menor del petróleo, y puede ser agregado a los productos gaseosos de otra manera sin olor como gas licuado de petróleo (GLP ) para ayudar a advertir de fugas de gas. En estas concentraciones el etanotiol no es dañino.

## Preparación
El Etanotiol es preparado de la reacción de etileno con sulfuro de hidrógeno agregado con a una enzima. Varios productores utilizan diferentes catalizadores en este proceso. También se ha preparado comercialmente mediante la reacción de etanol con gas sulfuro de hidrógeno sobre un catalizador sólido ácido, tal como alúmina.
Etanotiol se dio a conocer por Zeise en 1834. Zeise trató acetato de sulfato de calcio con una suspensión de sulfuro de bario saturado con sulfuro de hidrógeno. Se le atribuye el nombre de mercapto al grupo C2H5S. El etanotiol también se puede preparar mediante una reacción de desplazamiento de haluro, donde haluro de etilo se hace reaccionar con bisulfuro de sodio acuoso. Esta conversión se demostró en 1840 por Henri Victor H. Renault.

## Olor
El etanotiol tiene un olor tan desagradable que los humanos son capaces de detectarlo en concentraciones mínimas. El umbral para la detección humana es tan bajo que se puede detectar una parte de cada 2800 millones de aire.[cita requerida] Su olor se asemeja a la de los puerros, cebollas, durián o repollo cocido, pero es muy distintivo. También se agrega intencionalmente al butano y al propano para permitir que las personas puedan detectar fugas de estos gases, que por sí solos son inodoros, y que presentan amenaza de incendio, explosión y/o asfixia.

## Reacciones
Etanotiol es un reactivo valioso en la síntesis orgánica. En presencia de hidróxido de sodio produce SEt- nucleófilo. La sal puede generarse cuantitativamente por una reacción con hidruro de sodio
El etanotiol puede ser oxidado mediante el empleo de cloro u otros oxidantes fuertes  en disolución acuosa:
{\displaystyle {\ce {2EtSH + H2O2 -> EtS-SEt + 2H2O}}}
Al igual que otros tioles, se comporta parecido al sulfuro de hidrógeno. Por ejemplo, se une, con la desprotonación de cationes metálicos "blandos" de transición, como el Hg2 + , Cu + y Ni2 + para dar complejos tiolato poliméricos, Hg2, Cu y Ni2, respectivamente.

## Usos
En la industria minera subterránea, el etanotiol o etil mercaptano se conoce como "gas hedor." El gas es liberado en los sistemas de ventilación de minas subterráneas como un sistema de alerta temprana para alertar a los trabajadores de la mina durante una emergencia.  En Ontario , la legislación minera dicta que " el sistema de alarma en una mina subterránea, consiste en la introducción en todos los lugares de trabajo de cantidades suficientes de gas etil mercaptano o gas similar a ser fácilmente detectables por todos los trabajadores"